# Beybienkia barkolensis
Beybienkia barkolensis is een rechtvleugelig insect uit de familie Pamphagidae. De wetenschappelijke naam van deze soort is voor het eerst geldig gepubliceerd in 1979 door Liu.